# Michael Heseltine

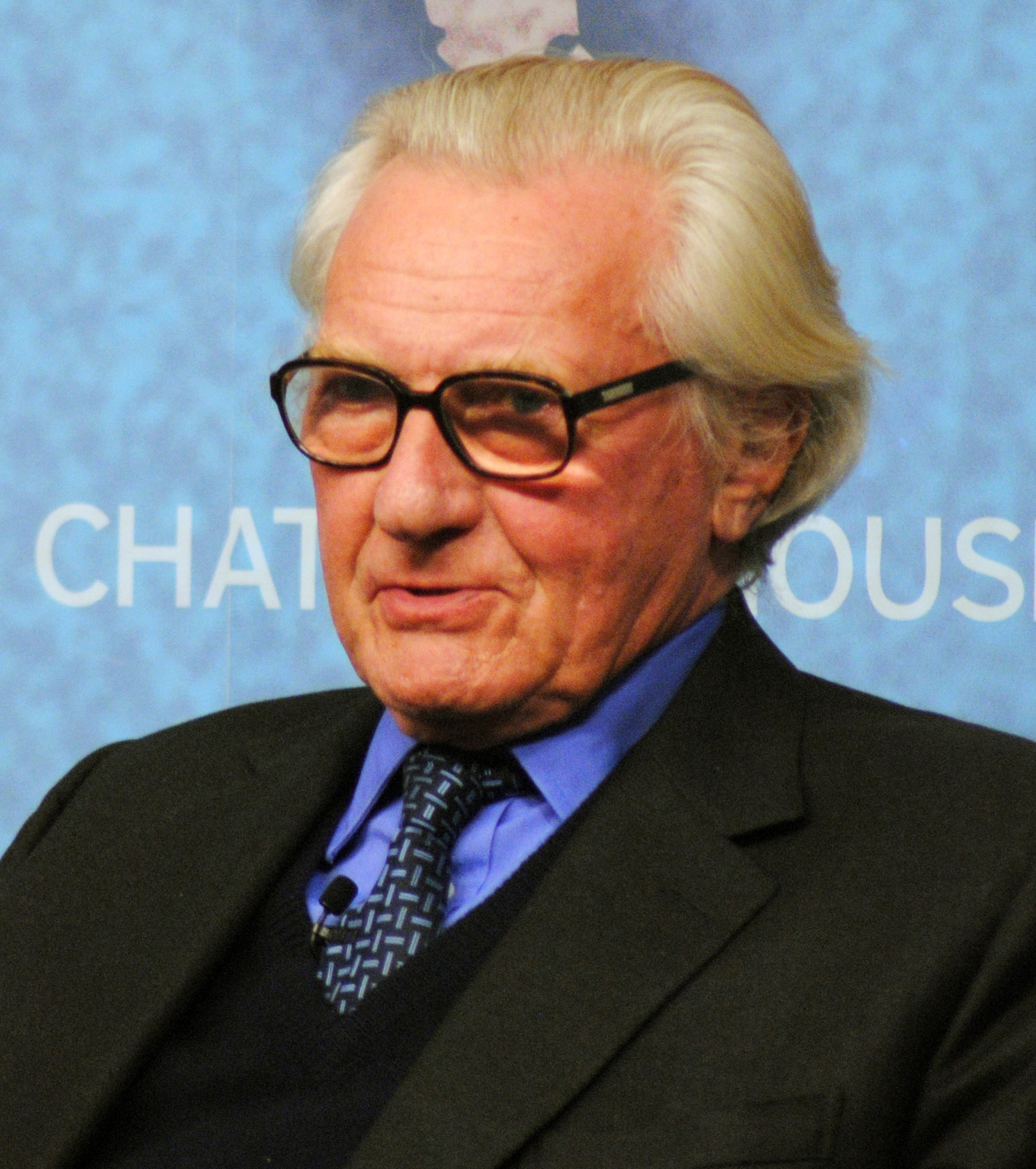
Michael Heseltine (2013)

Michael Raymond Dibdin Heseltine, Baron Heseltine, CH, PC (* 21. März 1933 in Swansea, Wales) ist ein britischer Politiker der Conservative Party, Vorsitzender der Tory Reform Group, ehemaliger Minister und Geschäftsmann. 1990 forderte er Margaret Thatcher um die Parteiführung heraus und spielte damit eine Schlüsselrolle in ihrer Ablösung, obwohl er nicht ihr Nachfolger wurde.

## Leben
Michael Heseltine wurde als Sohn eines Obersten der Territorialarmee in Wales geboren, in der Shrewsbury School erzogen und studierte am Pembroke College (Oxford) Geschichte, Philosophie und Politik. Hier wurde er Präsident des renommierten britischen Debattierclubs Oxford Union. Es wurde behauptet, er habe damals auf der Rückseite eines Umschlags geschrieben: 25 Millionär, 35 Kabinettsmitglied, 45 Parteiführer, 55 Premierminister. Als gelernter Buchprüfer wurde er nach seinem Militärdienst Herausgeber, ab 1966 Mitinhaber und Verleger der Firma Haymarket Publishing und verdiente Millionen durch die Herausgabe von Magazinen, u. a. Management Today, und bevor er 40 Jahre alt war, war er bereits Kabinettsmitglied – aber nie Premierminister.
1966 wurde er für den Wahlkreis Tavistock in Devon erstmals Abgeordneter des britischen Unterhauses, und vertrat diesen bis 1974. Als bei den Unterhauswahlen von 1970 die Conservative Party siegte, berief ihn Premierminister Edward Heath in das Kabinett – bis 1972 als Staatssekretär im Verkehrsministerium, danach als Minister für Luft- und Schifffahrt. Während der Oppositionszeit 1974 bis 1979 war er Schattenindustrieminister. Während dieser Zeit verstaatlichte die Labour-Regierung Werften und die Luftfahrtindustrie. In der Unterhausdebatte wurde Heseltine durch folgende Episode bekannt: Die Schilderungen, was exakt passierte, variieren, doch die farbigste zeichnete Heseltine, den Zeremonienstab des Unterhauses (ceremonial mace) ergreifend und gegen die Linken der Labour Party schwingend, als diese ihren Sieg in der Abstimmung mit der der Hymne „Rote Flagge“ feierten. Daraufhin erhielt Heseltine den Spitznamen „Tarzan“.
1979 ernannte ihn Margaret Thatcher zum Umweltminister. In dieser Eigenschaft förderte er den Ausverkauf britischer Sozialwohnungen an deren Bewohner (Right to buy). Nach den Gewaltexplosionen in den britischen Innenstädten, die den Auseinandersetzungen in Brixton und Toxteth Anfang der 1980er-Jahre folgten, wurde Heseltine als Schlichter entsandt. Im Rahmen dieser Tätigkeit richtete er zum Beispiel 1984 das Internationale Garten-Festival in Liverpool aus, um hier die Moral zu heben und den Tourismus zu fördern.
Vom 6. Januar 1983 bis zum 9. Januar 1986 diente er in Margaret Thatchers Kabinett als Verteidigungsminister. In dieser Zeit betrachtete er die Kontrolle der Rüstungsausgaben und die Verteidigung der britischen Atombewaffnung gegen die Kritik der Friedensbewegung und der Labour-Opposition als seine wichtigsten Aufgaben. Er trat für den NATO-Doppelbeschluss und ein SDI-Abkommen mit den USA ein. Im Zusammenhang mit der Krise des Hubschrauberherstellers Westland Aircraft kam es zu einer für ihn bitteren Kabinettsdebatte: Heseltine war für eine europäische Lösung zur Rettung des einzigen britischen Hubschrauberherstellers eingetreten und hatte dessen Fusion mit dem italienischen Hersteller Agusta betrieben, während die Premierministerin und der Industrieminister Leon Brittan für eine Fusion Westlands mit dem amerikanischen Hersteller Sikorsky Aircraft Corporation eingetreten waren. Nach verlorener Kabinettsabstimmung trat Heseltine vor die versammelte Presse und gab seinen Rücktritt bekannt und warf Margaret Thatcher Uneinsichtigkeit vor. Zwei Wochen später musste Brittan zurücktreten, weil bekannt wurde, dass er ein kritisches Memorandum eines Beamten über Heseltine der Presse zugespielt hatte.
Die Westland-Affäre wird als Anfang vom Ende der Ära Thatcher eingeschätzt. Heseltine zog sich auf die Hinterbänke des Unterhauses zurück und wurde zunehmend kritischer gegenüber der Premierministerin. Er kandidierte im November 1990 gegen Thatcher als Parteiführer. Die unvorbereitete und nur halbherzig Wahlkampf führende Premierministerin blieb im ersten Wahlgang hinter den Erwartungen zurück und trat daraufhin zurück. Im zweiten Wahlgang zwischen Heseltine, Außenminister Douglas Hurd und Schatzkanzler John Major setzte sich letzter durch. Heseltine kehrte als Umweltminister mit spezieller Verantwortung für die Abwicklung der von Margaret Thatcher so energisch durchgesetzten poll tax in das Kabinett zurück. Später wurde er Handelsminister und stellvertretender Premierminister. Er war einer der Hauptanhänger des Baus des Millennium Domes.
Nachdem Labour 1997 die Wahl gewonnen hatte, kandidierte er wegen gesundheitlicher Probleme nicht für die Führung der Konservativen Partei. Aber er befürwortete aktiv gemeinsam mit Tony Blair, Gordon Brown und Robin Cook die parteiübergreifende Kampagne zum Beitritt Großbritanniens zur gemeinsamen europäischen Währung Euro. Auch auf dem Höhepunkt der Eurokrise 2011 bekräftigte er diese Auffassung noch einmal.
In dem Wahlkreis Henley, den er seit 1974 vertrat, trat er zu den Unterhauswahlen 2001 nicht mehr an und überließ den sicheren konservativen Sitz Boris Johnson. Im selben Jahr wurde er als Baron Heseltine of Thenford im County of Northamptonshire zum Peer erhoben und gehörte damit dem Oberhaus an.
Im Dezember 2002 löste Heseltine eine Kontroverse aus, als er verlangte, den glücklosen Parteiführer Iain Duncan Smith durch das dream team Kenneth Clarke als Parteiführer und Michael Portillo als seinen Stellvertreter zu ersetzen. Ohne die Abwahl Duncan Smiths habe die Partei „nicht den Schimmer einer Chance, die nächsten Wahlen zu gewinnen“. Er schlug die Abstimmung in der Fraktion anstelle des satzungsmäßig zuständigen Parteitags vor. Tatsächlich wurde Duncan Smith im November 2003 abgelöst, allerdings von Michael Howard, der die Unterhauswahlen 2005 gegen Tony Blair verlor.
2016 beschrieb er die Brexit-Entscheidung als „die größte Verfassungs-Krise in modernen Zeiten“ und verurteilte Boris Johnson als Feigling, weil er nach dem Gewinn des Referendums nicht zur Wahl als konservativer Spitzenkandidat angetreten sei; er verglich ihn mit einem General, der seine Soldaten in den Kampf führt und nach dem ersten Schuss auf dem Schlachtfeld alleine lässt. Nach sechsjähriger Beratungstätigkeit für die Regierung entließ ihn Premierministerin Theresa May im Februar 2017 nach den verlorenen Abstimmungen im Oberhaus.

## Privatleben
Heseltine heiratete 1962 Anne Harding Williams, das Paar hat drei Kinder.
1976 erwarben Heseltine und seine Frau das 280 ha große Anwesen Thenford House in Banbury in Oxfordshire. Das Wohnhaus wurde in den 1760er Jahren im Palladischen Stil erbaut. Hier ließ er einen großen Garten und ein Arboretum anlegen, die Pläne zeichnete er während langweiliger Kabinettssitzungen. Bei der Anlage des Arboretums beriet ihn Harold Hillier, bei der Gartengestaltung Roy Lancaster. Das Anwesen wird von sieben Gärtnern unter Aufsicht des Obergärtners Darren Webster betreut. Den ummauerten, 0,8 ha großen Küchengarten ließ er durch den ehemaligen Theaterdesigner George Carter zu einem formalen Lustgarten mit Teichen und mehreren Gartenlauben umgestalten. Zum Anwesen gehört auch ein Skulpturengarten mit Werken von Lynn Chadwick, Elisabeth Frink und Michael Ayrton.

## Werke
- Anne Heseltine, Michael Heseltine, Thenford, The Creation of an English Garden. Head of Zeus 2016. ISBN 978-1-78497-973-7